# The Iguanas
The Iguanas foi uma banda de rock formada em 1963 em Ann Arbor, Michigan, e foi uma das primeiras bandas de James Osterberg, mais conhecido como Iggy Pop, seu apelido "Iggy" foi tirado do nome da banda. Tinham como principais influências The Beatles, The Sonics, Larry Williams, Beach Boys e The Kingsmen.

## Biografia
A banda começou Eles se apresentando em bailes do colégio, festas de fraternidades e bares noturnos locais. Em 1965 eles abriram shows para bandas conhecidas como Four Tops, Shangri-Las e The Kingsmen no Club Ponytail em Harbour Springs, Michigan. Osterberg saiu da banda pouco tempo depois para se juntar ao The Prime Movers, com um novo baterista chamado Tom Rolston a banda continuou se apresentando, com shows em Boston e Nova Iorque, mas não conseguiram um contrato para gravações, causando a separação da banda em 1967.
Em 1996 aconteceu uma reunião da banda contando com McLauglin, Kolokithas and Swickerath para o lançamento das gravações feitas nos anos 60 em um álbum intitulado "Jumpin' with The Iguanas".

## Formação
- Jim McLaughlin — guitarra
- Sam Swisher — saxofone
- James Osterberg — bateria
- Nick Kolokithas — guitarra/vocais
- Don Swickerath — baixo/vocais

## Gravações
Algumas gravações demo feitas no estúdio United Sound Recording em Detroit podem ser encontradas em CD. Abaixo a lista de músicas disponíveis:
- Mona
- I Don't Know Why
- Again & again
- Out of limits
- Twist and Shout
- California Sun
- Slow Down
- I Feel Fine
- Blue Moon
- Walk don't run
- Things we said today
- Louie Louie
- Wild weekend
- Tell me
- Slow down
- Summertime
- Outer limits
- Johnny B. Goode
- Perfidia
- Travelin' man
- Surfin' Bird
- Walk don't run
- Tequila
- Pipe line